# Champsocephalus esox
Champsocephalus esox är en fiskart som först beskrevs av Günther, 1861.  Champsocephalus esox ingår i släktet Champsocephalus och familjen Channichthyidae. Inga underarter finns listade i Catalogue of Life.